# Стайковце (Власотинце)
Стайковце (серб. Стајковце) — населённый пункт в общине Власотинце Ябланичского округа Сербии.

## Климат
Климат характеризуется как умеренный морской с тёплым летом и равномерным увлажнением в течение года (Cfb в классификации климатов Кёппена). Среднегодовая температура воздуха составляет 11,6 °C. Средняя температура самого холодного месяца (января) составляет 0,5 °С, самого жаркого месяца (августа) — 21,4 °С. Расчётная многолетняя норма атмосферных осадков — 569 мм. Наибольшее количество осадков выпадает в мае (65 мм).

## Население
Согласно переписи населения 2002 года, в селе проживало 1603 человека (1601 серб, 1 болгарин и 1 македонец).
| Численность населения | Численность населения | Численность населения | Численность населения | Численность населения | Численность населения | Численность населения | Численность населения |
| 1948                  | 1953                  | 1961                  | 1971                  | 1981                  | 1991                  | 2002                  | 2011                  |
| --------------------- | --------------------- | --------------------- | --------------------- | --------------------- | --------------------- | --------------------- | --------------------- |
| 1204                  | 1308                  | 1337                  | 1379                  | 1457                  | 1515                  | 1603                  | 1538                  |

## Религия
Согласно церковно-административному делению Сербской православной церкви, село относится к Конопничскому приходу Власотиначского архиерейского наместничества Нишской епархии.